# بشكلة
بشكلة هي قرية في مقاطعة أرومية، إيران. يقدر عدد سكانها بـ 98 نسمة بحسب إحصاء 2016.